# Roca Foradada (Benifallet)
La Roca Foradada és una muntanya de 200 metres que es troba al municipi de Benifallet, a la comarca catalana del Baix Ebre.